# Shiveluch
Shiveluch (em russo:  Шивелуч) é uma montanha na península de Kamchatka (Rússia) com 3307 metros de altitude e 3168 metros de proeminência topográfica. É um estratovulcão ativo, um dos mais imponentes da península. A sua última erupção começou em 1999 e decorre ainda.
O Shiveluch pertence ao grupo de vulcões Kliuchevskaya. É composto por três elementos: o estratovulcão, o antigo Shiveluch (Старый Шивелуч); uma antiga caldeira; e os vulcões ativos, jovens Shiveluch (Молодой Шивелуч), com altitude de 2800 metros. O Shiveluch é composto por camadas alternadas de cinza solidificada, lava endurecida e rochas vulcânicas. Faz parte do sítio de património mundial da UNESCO Vulcões de Kamchatka.
A localidade mais próxima ao vulcão é Klyuchi, situada a 50 km, sendo suficientemente pequena para ser evacuada rapidamente em caso de erupção. 